# Tavastia-klubi

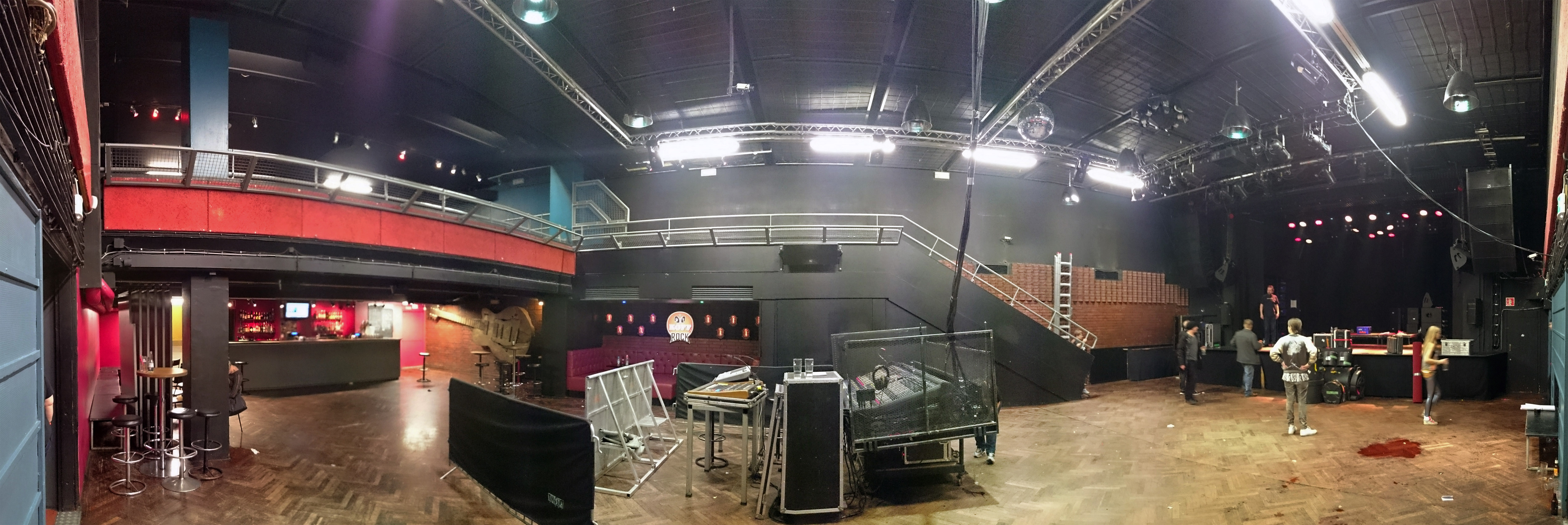
Panorama Tavastia Club 2015.

Le Tavastia-klubi est un club de nuit de musique rock situé au 4, rue Urho Kekkosen katu dans le quartier Kamppi d'Helsinki en Finlande.

## Présentation
Le club est géré par la société Helsingin Rock & Roll Oy, est son directeur est Juhani Merimaa. 
Le bâtiment accueille aussi le petit club Semifinal et le restaurant Ilves. 
Le club de football du Tavastia-klubi FC Tavastia joue dans la quatrième division à Helsinki (2012).

## Histoire
La Nation Hämäläis-Osakunta fait construire l’édifice qui est terminé en 1931. 
Dans les années 1950, le lieu de danse nommé Hämis est déjà populaire. 
En 1970 il est renommé Tavastia-klubi.
Au début des années 1990, il se spécialise en club de musique vivante.
Le programme comprend alors des concerts de musique jazz, rock et disco. 
Durant les années 1970, de nombreux groupes deviendront célèbres à la suite de leurs concerts au Tavastia. Parmi ceux-ci citons Hurriganes, Sleepy Sleepers, Wigwam and Dave Lindholm. 
À cette époque quelques artistes étrangers comme Tom Waits, John Lee Hooker et Dr. Feelgood s'y produisent.
Dans les années 1980, Le club devient une légende de la scène rock finlandaise et de nombreux groupes finlandais Hanoi Rocks y deviennent célèbres. 
Parmi les groupes étrangers citons Nico, Sir Douglas Quintet, Fabulous Thunderbirds,  Jason & The Scorchers, Dead Kennedys, The Ventures, Public Image Ltd, Pogues et Nick Cave.
Les années 1990, voient de nouveaux groupes finlandais comme Don Huonot, Kingston Wall et The 69 Eyes. 
En 1994, le petit club Semifinal ouvre dans le sous sol de Tavastia pour accueillir les stars montantes comme Ville Valo et les petits événements.

## Le prix Tavastia
En 2010, le Tavastia-klubi fête son 40ème anniversaire et fonde le prix Tavastia qui cherche à promouvoir la musique vivante et à soutenir les artistes montants.
Les premiers prix de 1 000 euros sont décernés le 19 octobre 2010 à Villa Nah, Lighthouse Project et Kumpulan bändikerho.